# Raoul Walsh
Raoul Walsh (właśc. Albert Edward Walsh; ur. 11 marca 1887 w Nowym Jorku, zm. 31 grudnia 1980 w Simi Valley) – amerykański reżyser filmowy, aktor i producent. Był także członkiem założycielem Amerykańskiej Akademii Sztuki i Wiedzy Filmowej.

## Życiorys
Pochodził z wielonarodowościowej rodziny (ojciec był Irlandczykiem, a matka Hiszpanką). Po ukończeniu studiów uniwersyteckich w katolickim Seton Hall University zaczął pisać sztuki i w 1910 roku zadebiutował w roli aktora. Pracując z D.W. Griffithem w wytwórni Biograph pełnił funkcje jego asystenta, a także występował jako aktor. Dzięki wszechstronności i sprawności warsztatowej (był też kamerzystą) od 1915 roku samodzielnie realizował filmy pełnometrażowe również jako producent. W 1928 roku wyreżyserował wspólnie z Irvingiem Cummingsem pierwszy dźwiękowy western W starej Arizonie (ang. In Old Arizona). Był producentem dziewiętnastu filmów. W 1974 roku wydał autobiografię.
Nakręcił blisko sto pełnometrażowych obrazów, które dzięki walorom narracyjnym i obsadzie wyrastały ponad dominujące w tym okresie w wytwórniach Hollywood standardy. Zyskał tym uznanie w środowisku filmowym.

## Filmografia

### Reżyser
- A Distant Trumpet, 1964
- Marines, Let’s Go, 1961
- Esther and the King, 1960
- A Private’s Affair, 1959
- Nadzy i martwi (Naked and the Dead), 1958 – z Aldo Rayem i Cliffem Robertsonem
- Szeryf i blondynka (The Sheriff of Fractured Jaw), 1958
- Zatoka Aniołów (Band of Angels), 1957
- The Revolt of Mamie Stover, 1956 – z Jane Russell
- Król i cztery damy (The King and Four Queens), 1956
- Dwaj z Teksasu (The Tall Men), 1955 – z Clarkiem Gable, Jane Russell i Robertem Ryanem
- Operacja Saipan (Battle Cry), 1955
- Saskatchewan, 1954
- Diabły morskie (Sea Devils), 1953 – z Rockiem Hudsonem
- The Lawless Breed, 1953
- Lew jest na ulicach (A Lion Is in the Streets), 1953 – z Jamesem Cagneyem
- Rewolwerowy szał (Gun Fury), 1953 – z Rockiem Hudsonem
- Ma w ramionach cały świat, 1952 – z Gregorym Peckiem, Ann Blyth i Anthonym Quinnem
- Glory Alley, 1952
- Blackbeard, the Pirate, 1952
- Na granicy życia i śmierci (Along the Great Divide), 1951
- Kapitan Hornblower (Captain Horatio Hornblower R.N.), 1951
- Strażnik prawa (The Enforcer), 1951
- Dalekie bębny (Distant Drums), 1951 – z Garym Cooperem
- Montana, 1950
- Biały żar (White Heat), 1949 – z Jamesem Cagneyem
- Colorado (Colorado Territory), 1949
- One Sunday Afternoon, 1948
- Fighter Squadron, 1948
- Srebrna rzeka (Silver River), 1948 – z Errolem Flynnem
- Ścigany (Pursued), 1947 – z Robertem Mitchumem
- Cheyenne, 1947
- Stallion Road, 1947
- The Man I Love, 1947
- Operacja Birma wyświetlany także pod tytułem Cel Birma (Objective, Burma!), 1945 – z Errolem Flynnem
- San Antonio, 1945
- The Horn Blows at Midnight, 1945
- Dżokejska miłość (Salty O’Rourke), 1945
- Uncertain Glory, 1944
- Background to Danger, 1943
- Konwój (Action in the North Atlantic), 1943
- Akcja na Północy wyświetlany także pod tytułem Pościg na północ (Northern Pursuit), 1943 – z Errolem Flynnem
- Karkołomna podróż (Desperate Journey), 1942 – z Errolem Flynnem
- Gentleman Jim, 1942 – z Errolem Flynnem
- Rudowłosa (The Strawberry Blonde), 1941
- High Sierra, 1941 – z Humphreyem Bogartem i Idą Lupino
- Umarli w butach (They Died with Their Boots On), 1941
- Wysokie napięcie wyświetlany także pod tytułem Robotnicy (Manpower), 1941 – z Edwardem G. Robinsonem i Marlene Dietrich
- Czarny oddział (Dark Command), 1940
- Nocna wyprawa (They Drive by Night), 1940
- Burzliwe lata dwudzieste (The Roaring Twenties), 1939 – z Jamesem Cagneyem i Humphreyem Bogartem
- St. Louis Blues, 1939 – z Dorothy Lamour
- College Swing, 1938
- O.H.M.S., 1937
- Jump for Glory, 1937
- Artystki i modelki, (Artists & Models), 1937
- Hitting a New High, 1937
- When Thief Meets Thief, 1937
- Rozrzutnik (Spendthrift), 1936
- Annie z Klondike (Klondike Annie), 1936 – z Mae West i Victorem McLaglenem
- Duże brązowe oczy (Big Brown Eyes), 1936 – z Carym Grantem, Joan Bennett i Walterem Pidgeonem
- Ludzie w tunelu (Under Pressure), 1935 – z Victorem McLaglenem
- Baby Face Harrington, 1935
- Every Night at Eight, 1935
- Przedmieście (The Bowery), 1933
- Sailor's Luck, 1933
- Going Hollywood, 1933
- Hello, Sister, 1933
- pocałunek skazańca (Wild Girl), 1932 – z Joan Bennett
- Ja i moja dziewczyna (Me and My Gal), 1932
- Żółty bilet wyświetlany także pod tytułem Moskwa bez maski (The Yellow Ticket), 1931 – z Elissą Landi, Laurence’em Olivierem i Lionelem Barrymore’em
- La gran jornada, 1931
- Die große Fahrt, 1931
- Kobiety wszystkich narodowości wyświetlany także pod tytułem Faworyta maharadży (Women of All Nations), 1931 – z Victorem McLaglenem i Edmundem Lowe
- The Man Who Came Back, 1931
- Droga olbrzymów (The Big Trail), 1930 – z Johnem Wayne’em
- Hot for Paris, 1929
- The Cock-Eyed World (Rycerze miłostek), 1929 – z Victorem McLaglenem i Edmundem Lowe
- W starej Arizonie (In Old Arizona), 1928
- Me, Gangster, 1928
- Czerwony taniec wyświetlany także pod tytułem Tancerka (The Red Dance), 1928 – z Dolores del Río
- Grzech Sadie Thompson wyświetlany także pod tytułem A jednak ciało jest słabe (Sadie Thompson), 1928 – z Glorią Swanson
- The Monkey Talks, 1927
- Miłostki Carmen (The Loves of Carmen), 1927 – z Victorem McLaglenem i Edmundem Lowe
- The Lucky Lady, 1926
- The Lady of the Harem, 1926
- Jaka jest cena sławy (What Price Glory), 1926 – z Victorem McLaglenem i Edmundem Lowe
- Piętno krwi (East of Suez), 1925 – z Polą Negri
- The Spaniard, 1925
- Wędrowiec (The Wanderer), 1925 – z Wallace’em Beerym
- Złodziej z Bagdadu (The Thief of Bagdad), 1924 – z Douglasem Fairbanksem
- Rosita, śpiewaczka ulicy (Rosita), 1923
- Lost and Found on a South Sea Island, 1923
- Kindred of the Dust, 1922
- Serenade, 1921
- The Oath, 1921
- The Strongest, 1920
- The Deep Purple, 1920
- From Now On, 1920
- Evangeline, 1919
- Should a Husband Forgive?, 1919
- On the Jump, 1918
- The Prussian Cur, 1918
- Every Mother’s Son, 1918
- I'll Say So, 1918
- The Woman and the Law, 1918
- The Silent Lie, 1917
- The Innocent Sinner, 1917
- Betrayed, 1917
- The Conqueror, 1917
- The Pride of New York, 1917
- This Is the Life
- System honorowy (The Honor System), 1917
- Pillars of Society, 1916
- Blue Blood and Red, 1916
- The Serpent, 1916
- Siren of Hell, 1915
- A Bad Man and others, 1915
- The Lone Cowboy, 1915
- Home from the Sea, 1915
- The Greaser, 1915
- 11:30 P.M., 1915
- The Buried Hand, 1915
- The Celestial Code, 1915
- The Fencing Master, 1915
- Carmen, 1915
- Regeneration, 1915
- A Bad Man and Others, 1915
- His Return, 1915
- The Fatal Black Bean, 1915
- The Death Dice, 1915
- A Man for All That, 1915
- The Bowery, 1914
- Who Shot Bud Walton?, 1914
- The Mystery of the Hindu Image, 1914
- The Double Knot, 1914
- Out of the Deputy's Hands, 1914
- The Life of General Villa, 1914
- Life of Villa, 1912

### Aktor
- Background to Danger, 1943
- Grzech Sadie Thompson (Sadie Thompson), 1928
- Narodziny narodu (The Birth of a Nation), 1915
- The Celestial Code, 1915
- The Greaser, 1915
- The Love Pirate, 1915
- Wyjęty spod prawa (The Outlaw's Revenge), 1915
- A Man for All That, 1915
- The Only Clue, 1914
- The Baited Trap, 1914
- The Banker's Daughter, 1914
- The Final Verdict, 1914
- The Little Country Mouse, 1914
- Sands of Fate, 1914
- The Second Mrs. Roebuck, 1914
- Sierra Jim's Reformation, 1914
- Who Shot Bud Walton?, 1914
- The Availing Prayer, 1914
- The Mystery of the Hindu Image, 1914
- The Angel of Contention, 1914
- The Dishonored Medal, 1914
- The Great Leap: Until Death Do Us Part, 1914
- The Exposure, 1914
- Out of the Deputy's Hands, 1914
- The Life of General Villa, 1914
- The Detective's Stratagem, 1913
- Life of Villa, 1912

### Scenarzysta
- The Delta Factor, 1970
- Marines, Let’s Go, 1961
- Esther and the King, 1960
- Rozrzutnik (Spendthrift), 1936
- Duże brązowe oczy (Big Brown Eyes), 1936
- Droga olbrzymów (The Big Trail), 1930
- The Cock-Eyed World, 1939
- Me, Gangster, 1928
- Sadie Thompson, 1928
- From Now On, 1920
- The Strongest, 1920
- Should a Husband Forgive?, 1919
- Evangeline, 1919
- The Woman and the Law, 1918
- Every Mother’s Son, 1918
- The Prussian Cur, 1918
- On the Jump, 1918
- System honorowy (The Honor System), 1917
- The Innocent Sinner, 1917
- Betrayed, 1917
- This Is the Life, 1917
- The Pride of New York, 1917
- The Conqueror, 1917
- The Serpent, 1916
- Blue Blood and Red, 1916
- Regeneration, 1915
- Carmen, 1915